# Abigail Allwood
Abigail Allwood es una geóloga y astrobióloga australiana en el Laboratorio de Propulsión a Reacción de la NASA (JPL por su siglas en inglés) que estudia los estromatolitos, la detección de vida en otros planetas, y la evolución de la vida en la Tierra primitiva. Sus primeros trabajos ganaron notoriedad por encontrar evidencia de vida en estromatolitos de 3,45 mil millones de años en la formación de Pilbara en Australia, que apareció en la portada de la revista Nature. Es investigadora principal del equipo Mars rover 2020 en busca de evidencia de vida en Marte utilizando el Planetary Instrument for X-Ray Lithochemistry (PIXL). Es la primera mujer y la primera investigadora principal australiana en una misión de la NASA en Marte.

## Biografía

### Primeros años y educación
Allwood creció en Brisbane (Australia) y se inspiró en Carl Sagan y su descripción de las misiones Voyager en la serie documental de divulgación científica Cosmos. Tiene un título universitario en Geociencias y completó su doctorado en la Universidad de Macquarie en Australia en 2006 bajo la supervisión de Malcolm Walter. Durante su doctorado, publicó sobre estromatolitos de 3,45 mil millones de años en la formación de Pilbara, describiendo la diversidad de los primeros años de vida en la Tierra Arcaica. Luego realizó trabajos postdoctorales en el Laboratorio de Propulsión a Reacción, donde se desempeña como investigadora principal de la misión de Mars Rover 2020.

## Investigación

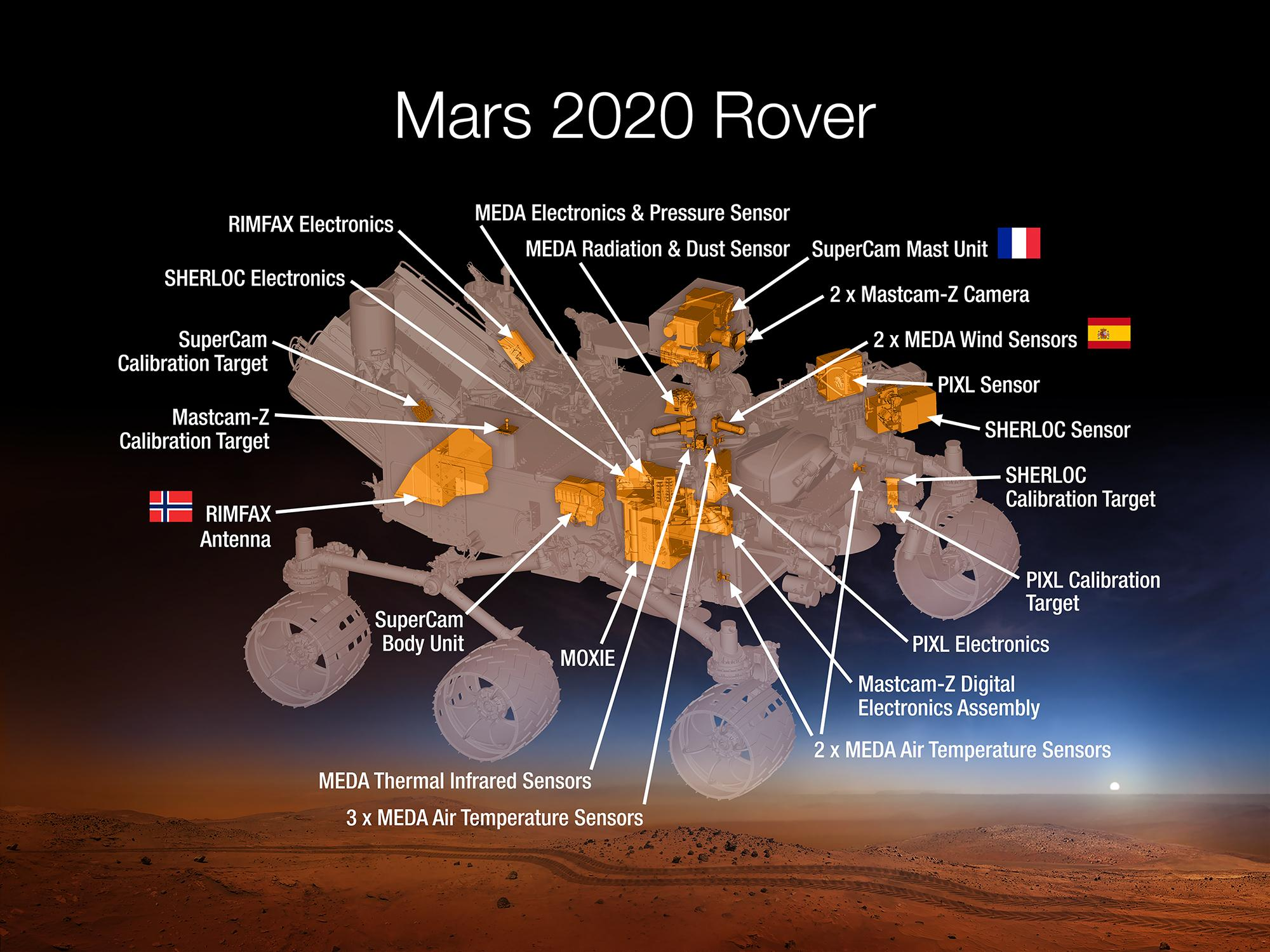
Mars 2020 Rover

Allwood publicó extensamente sobre las características de estromatolitos utilizando diversas técnicas. En 2018, publicó un estudio sobre rocas metasedimentarias de 3700 millones de años de antigüedad en la formación de Isua en Groenlandia. En este estudio, ella y sus colegas analizaron estructuras que previamente se determinaron como estromatolitos biogénicos. Sin embargo, Allwood concluyó que las estructuras supuestamente biogénicas eran estructuras causadas por deformación.

## Premios
- Premio Lew Allen a la excelencia (2013)
- Premio de Postdoctorado Sobresaliente de JPL, (2008)[6]